# Essence (Lucinda Williams)
Essence è il sesto album in studio della cantautrice statunitense Lucinda Williams, pubblicato nel 2001.

## Tracce
Tutte le tracce sono state scritte da Lucinda Williams.

1. Lonely Girls – 4:01
2. Steal Your Love – 3:14
3. I Envy the Wind – 3:12
4. Blue – 3:52
5. Out of Touch – 5:25
6. Are You Down – 5:24
7. Essence – 5:50
8. Reason to Cry – 3:39
9. Get Right With God – 4:16
10. Bus to Baton Rouge – 5:50
11. Broken Butterflies – 5:41